# إنريكي كارديناس غونزاليس
إنريكي كارديناس غونزاليس (بالإسبانية: Enrique Cárdenas González)‏ هو سياسي مكسيكي، ولد في 4 فبراير 1927 في ماتاموروس في المكسيك، وتوفي في 1 مارس 2018 في المكسيك. حزبياً، نشط في الحزب الثوري المؤسساتي.